# ستيف بريفونتين
ستيف رولاند «بري» بريفونتين (25 يناير 1951 - 30 مايو 1975) عداء أمريكي في منافسات متوسط وطويلة المدى، شارك في الألعاب الأولمبية الصيفية 1972. سجل ستيف بريفونتين الأرقام القياسية الأمريكية في كل من مسافة 2000 إلى 10،000 متر ،  بينما كان يستعد لدورة الألعاب الأولمبية عام 1976 ، يعود الفضل في نجاح الأولمبي فرانك شورتر إلى جانب حياة بريفونتين ، جيم ريون ، وبيل رودجرز ،  بسبب التغطية إعلامية كبيرة ، والتي ساعدت في إلهام سبعينيات القرن العشرين.
توفي ستيف بريفونتين في الرابعة والعشرين من العمر في حادث سيارة بالقرب من مقر إقامته في يوجين بولاية أوريغون. يُعد سباق بريفونتين كلاسيك ، الذي يُعقد سنويًا في يوجين ، تكريماً له ، أحد أفضل المسارات التي تجتمع في العالم.

## روابط خارجية
- ستيف بريفونتين على موقع إن إن دي بي (الإنجليزية)
- ستيف بريفونتين على موقع الاتحاد الدولي لألعاب القوى (الإنجليزية)
- ستيف بريفونتين على موقع الاتحاد الأمريكي لسباقات المضمار والميدان، قاعة المشاهير (الإنجليزية)
- ستيف بريفونتين على موقع أوليمبيديا (الإنجليزية)